# Balan (Ardenes)
Balan és un municipi francès situat al departament de les Ardenes i a la regió del Gran Est. L'any 2007 tenia 1.653 habitants.

## Demografia

### Població
El 2007 la població de fet de Balan era de 1.653 persones. Hi havia 668 famílies de les quals 172 eren unipersonals (56 homes vivint sols i 116 dones vivint soles), 208 parelles sense fills, 232 parelles amb fills i 56 famílies monoparentals amb fills.
La població ha evolucionat segons el següent gràfic:
Habitants censats

### Habitatges
El 2007 hi havia 727 habitatges, 689 eren l'habitatge principal de la família, 6 eren segones residències i 32 estaven desocupats. 531 eren cases i 195 eren apartaments. Dels 689 habitatges principals, 427 estaven ocupats pels seus propietaris, 247 estaven llogats i ocupats pels llogaters i 15 estaven cedits a títol gratuït; 4 tenien una cambra, 38 en tenien dues, 97 en tenien tres, 204 en tenien quatre i 346 en tenien cinc o més. 488 habitatges disposaven pel capbaix d'una plaça de pàrquing. A 316 habitatges hi havia un automòbil i a 293 n'hi havia dos o més.

### Piràmide de població
La piràmide de població per edats i sexe el 2009 era:
| Homes | Edats   | Dones |
| ----- | ------- | ----- |
| 0     | 95 o +  | 0     |
| 8     | 90 a 94 | 12    |
| 0     | 85 a 89 | 12    |
| 4     | 80 a 84 | 8     |
| 24    | 75 a 79 | 40    |
| 40    | 70 a 74 | 28    |
| 32    | 65 a 69 | 48    |
| 44    | 60 a 64 | 48    |
| 8     | 55 a 59 | 40    |
| 52    | 50 a 54 | 44    |
| 64    | 45 a 49 | 68    |
| 96    | 40 a 44 | 68    |
| 44    | 35 a 39 | 84    |
| 36    | 30 a 34 | 68    |
| 24    | 25 a 29 | 32    |
| 40    | 20 a 24 | 56    |
| 64    | 15 a 19 | 56    |
| 104   | 10 a 14 | 84    |
| 36    | 5 a 9   | 52    |
| 36    | 0 a 4   | 24    |

## Economia
El 2007 la població en edat de treballar era de 1.108 persones, 781 eren actives i 327 eren inactives. De les 781 persones actives 676 estaven ocupades (384 homes i 292 dones) i 105 estaven aturades (47 homes i 58 dones). De les 327 persones inactives 96 estaven jubilades, 119 estaven estudiant i 112 estaven classificades com a «altres inactius».

### Ingressos
El 2009 a Balan hi havia 704 unitats fiscals que integraven 1.711,5 persones, la mediana anual d'ingressos fiscals per persona era de 17.315 €.

### Activitats econòmiques
Dels 59 establiments que hi havia el 2007, 2 eren d'empreses alimentàries, 3 d'empreses de fabricació d'altres productes industrials, 9 d'empreses de construcció, 21 d'empreses de comerç i reparació d'automòbils, 1 d'una empresa de transport, 2 d'empreses d'hostatgeria i restauració, 1 d'una empresa d'informació i comunicació, 3 d'empreses financeres, 2 d'empreses immobiliàries, 7 d'entitats de l'administració pública i 8 d'empreses classificades com a «altres activitats de serveis».
Dels 14 establiments de servei als particulars que hi havia el 2009, 1 era una oficina de correu, 1 taller de reparació d'automòbils i de material agrícola, 3 guixaires pintors, 1 fusteria, 2 lampisteries, 2 electricistes, 3 perruqueries i 1 restaurant.
Dels 9 establiments comercials que hi havia el 2009, 1 era un hipermercat, 1 un supermercat, 2 fleques, 1 una fleca, 1 una llibreria, 1 una botiga d'electrodomèstics, 1 una botiga de material esportiu i 1 una joieria.
L'any 2000 a Balan hi havia 6 explotacions agrícoles que ocupaven un total de 87 hectàrees.

## Equipaments sanitaris i escolars
El 2009 hi havia 1 psiquiàtric i 1 farmàcia.
El 2009 hi havia una escola elemental.

## Poblacions properes
El següent diagrama mostra les poblacions més properes.